# Andrea Fischbacher
Andrea Fischbacher (Schwarzach im Pongau, 14 de octubre de 1985) es una deportista austríaca que compitió en esquí alpino.
Participó en dos Juegos Olímpicos de Invierno, en los años 2006 y 2010, obteniendo una medalla de oro en Vancouver 2010, en la prueba de supergigante.
Ganó una medalla de bronce en el Campeonato Mundial de Esquí Alpino de 2009, en la pruena de supergigante. En la Copa del Mundo consiguió tres victorias y diez podios en total.
Recibió la Condecoración Dorada al Mérito de la República de Austria (2009) y la Condecoración Dorada de Honor por Servicios a la República de Austria (2010). En 2010 fue nombrada «Deportista femenina del año» en su país.

## Palmarés internacional
| Juegos Olímpicos   | Juegos Olímpicos      | Juegos Olímpicos  | Juegos Olímpicos |
| Año                | Lugar                 | Medalla           | Prueba           |
| ------------------ | --------------------- | ----------------- | ---------------- |
| 2010               | Vancouver (Canadá)    | Medalla de oro    | Supergigante     |
| Campeonato Mundial |                       |                   |                  |
| Año                | Lugar                 | Medalla           | Prueba           |
| 2009               | Val d’Isère (Francia) | Medalla de bronce | Supergigante     |